# Замкнене коло (фільм, 1983)
«Замкнене коло» («Suletud ring») — радянський телефільм 1983 року, знятий режисером Пеетером Урблою на кіностудії «Талліннфільм».

## Сюжет
Телефільм за мотивами роману шведського письменника К. Арне Блома «Хтось дає здачі». У невеликому шведському містечку стається вбивство Фромма — власника фірми з дослідження суспільних відносин. Через день вбивають його друга Турена — комісара поліції, який веде розслідування.

## У ролях
- Арво Кукумягі — Холмберг, слідчий поліції
- Уно Лахт — Турен, комісар поліції
- Аліс Подєльськи — Петра, дочка комісара поліції Турена
- Айн Лутсепп — Удін, напарник Холмберга
- Юрі Мююр — начальник поліції
- Омар Волмер — пан Фромм
- Аліс Тальвік — пані Фромм
- Яанус Нигісто — син Фроммів
- Ельс-Реет Хімма — Інга Йонсон, співробітник фірми Фромма
- Урмас Кібуспуу — Бенгт Ларссон, співробітник фірми Фромма
- Тоомас Урб — Карл Свенссон
- Тину Раадік — Роланд Ерн
- Регіна Разума — Брігітта Штрьом, танцівниця
- Рауль Таммет — Стефан Штрьом, чоловік Брігітти
- Кайє Міхкелсон — Сольвейг, коханка комісара Турена
- Енн Краам — лікар
- Міхкель Мутт — Берт, друг Стефана Штрьома
- Степан Маурітс — поліцейський
- Маргус Оопкауп — епізод
- Яан Реккор — студент
- Айре Йохансон — сусідка Штрьома
- Лійна Тенносаар — Хельга, дівчина Ерна
- Кріста Каянду — епізод
- К. Вунк — епізод
- Оллі Унгвере — свідок
- Юрі Влассов — співробітник фірми Фромма
- Лембіт Кеес — співробітник фірми Фромма
- Велло Калласте — лікар-анастезіолог
- Тійт Мерен — лікар швидкої
- У. Раска — покоївка
- Айлі Леетва — стара
- Лі Ранне — дружина Ларссона
- Мар'є Метсур — епізод
- Агнес Парве — мати Турена
- Енн Реккор — епізод
- Пеетер Тедре — детектив
- Петро Волконський — тип з сигарою
- Антс Андер — свідок
- С. Еельме — співробітник фірми Фромма
- Х. Раадік — співробітник фірми Фромма
- Тину Вирве — співробітник фірми Фромма
- Пілле Піхламягі — співробітник фірми Фромма
- І. Вебер — співробітник фірми Фромма
- Р. Месікяпп — інженер
- І. Макаров — інженер
- Ігор Курве — швейцар
- В. Васар — дама з собакою
- Тоомас Тамме — поліцейський
- Альдо Таммсаар — поліцейський
- Сійм Руллі — поліцейський
- Тину Мікк — поліцейський
- Олександр Кікінов — танцівник у барі
- М. Ранне — епізод

## Знімальна група
- Режисер і сценарист — Пеетер Урбла
- Оператор — Аго Руус
- Композитор — Тину Найссоо
- Художник — Прійт Вахер